# Kominterna
Složenica Kominterna potječe iz ruskog jezika i kratica je za Komunistička internacionala. 
Riječ je o tzv. Trećoj internacionali, osnovanoj u Moskvi 1919. godine, koja je okupljala one stranke, nastale iz radničkog pokreta, koje su prihvatile lenjinističku teoriju i boljševističku taktiku, nasuprot tzv. revizionistima iz Druge internacionale koji su se odrekli nasilne revolucije kao metode i prihvatili borbu za radnička prava putem sindikata, slobodnog tiska i slobodnih izbora unutar institucija parlamentarne demokracije.
Imajući u vidu opsežne ilegalne aktivnosti Kominterne i njenih nacionalnih "sekcija" - nacionalne komunističke partije uopće nisu bile neovisne, nego su sve bile organizacijski podređene Kominterni - te aktivnosti na pokretanju (oružanih) revolucija, posrijedi je nesumnjivo organizacija osnovana u svrhu specijalnog rata protiv "buržoaskih režima" širom svijeta.
Nasuprot revizionista, koji su većinom zadržali naziv socijaldemokrati koji su mnoge radničke stranke usvojile prije Prvog svjetskog rata, pripadnici revolucionarne struje su, po uzoru na rusku partiju, usvojili za sebe ime komunisti, pa odatle i Komunistička internacionala.
Komunistička partija Jugoslavije, također i Komunistička partija Hrvatske bile su u vrijeme postojanja Kominterne posve podvrgnute odlukama i političkim procjenama izrazito centralizirane Kominterne, pa je stoga sredinom 1920-tih godina KPJ umjesto dotadašjeg unitarnog pristupa koji je smatrao da su Jugoslaveni jedan jedinstveni narod, odjednom priznao postojanje hrvatske i drugih nacija i zagovarao “pravo naroda na samoopredjeljenje”, a povodom početka velike depresije 1929. godine su jugoslavenski komunisti prema naredbi Kominterne pokušali podići proletersku revoluciju, što je rezultiralo jedino time da ih je nekoliko stotina završilo u zatvoru.

## Povijest
Osnivački kongres Komunističke internacionale održan je u Moskvi od 2. do 6. ožujka 1919. godine. Sama je Kominterna nastala kao odgovor na jačanje reformističke struje unutar Druge internacionale, čiji je najjači predstavnik, SPD, čak sudjelovao u gušenju radničkog Spartakističkog ustanka u Berlinu. Većina stranaka prisutnih na osnivačkom kongresu bila je sastavljena od pripadnika tzv. Zimmervaldske ljevice, odnosno onih revolucionarnih aktivista Druge internacionale koji su se 1915. okupili u švicarskom gradiću Zimmerwaldu kako bi usuglasili svoje anti-militarističke i internacionalističke stavove u okolnostima Prvog svjetskog rata.
Tri godine nakon osnivanja Kominterne, 1922., Komunistička radnička partija Njemačke (KAPD), sastavljena od nekadašnjih članova Komunističke partije Njemačke, osnovala je, zajedno s još nekim lijevo-komunističkim partijama, tzv. Komunističku radničku internacionalu. Nova je internacionala bila u ideološkom sukobu s Kominternom zbog svojeg odbacivanja boljševizma kao metode revolucionarne borbe.
U godinama nakon Lenjinove smrti 1924. godine u Kominterni dolazi do sukoba dviju frakcija - trockističke i staljinističke. Trockistička se frakcija zalagala za daljnje pokušaje širenja revolucije, dok su staljinisti smatrali važnijom obranu Sovjetskog Saveza po svaku cijenu. Staljinovom pobjedom u sukobima unutar SKP(b), trockisti su mahom bili izbačeni i iz Kominterne. Oni su, na prijedlog Lava Trockog, 1938. godine osnovali Četvrtu internacionalu.
Nakon staljinističkog preuzimanja vlasti, Kominterna počinje gubiti svoju samostalnost i sve se više pretvara u produženu ruku sovjetske vanjske politike. Na devetom plenumu Izvršnog komiteta Kominterne (1928.) objavljen je novi politički smjer internacionale. Partijama članicama je naređeno pridržavanje beskompromisne "ultra-lijeve" linije, uz proglašavanje drugih lijevih i socijaldemokratskih stranaka "socijal-fašističkima" zbog njihove ekonomske politike i sprječavanja revolucionarnih procesa. Na 7. kongresu Kominterne (1935.) ta je taktika napuštena i prihvaćena je više oportunistička politika "narodnog fronta", odnosno aktivne suradnje s drugim ljevičarskim i liberalnim strankama u svrhu jačanja antifašističke borbe.
Sovjetske vlasti pod kontrolom Staljina i Berije su provodile opetovane "čistke" među internacionalnim komunističkim vođama okupljenim u Kominterni - a ti su pak morali sudjelovati u po život opasnoj "igri" međusobnog špijuniranja, denunciranja, "drugarske kritike i samokritike" u kojoj se nerijetko plaćalo životom. Tako je 1937. godine stradao generalni sekretar (naziv za glavnog šefa u komunističkim partijama) Komunističke partije Jugoslavije Josip Čižinski (alias Milan Gorkić), a potom 1939. god. i Petko Miletić, glavni kandidat za njegovog nasljednika na mjestu generalnog sekretara (do danas su ostali tajnima okolnosti njihovog utamičenja, istrage, mogućeg suđenja, te mjesto, vrijeme i način smrti). Nakon što je uspio otkloniti sumnje u svoju komunističku "pravovjernost" - jer je bio okrivljen da je kod prevođenja "Kratke povijesti Sovjetske komunističke partije (boljševika)" s ruskoga  "odstupio od partijske linije" u pravcu Trockizma - generalnim sekretarom je naposljetku postao Josip Broz Tito, koji je uvjerio vrh Kominterne da mu dopusti povratak na ilegalni rad iz same Jugoslavije; vrlo vjerojatno procjenjujući da ima veće izglede za fizički opstanak s jugoslavenskom policijom, nego sa sovjetskim NKVD-om.  
Staljin je u vrijeme Drugog svjetskog rata (1943.) raspustio Kominternu, da ne kvari odnose sa zapadnim saveznicima. Kao neslužbeni nasljednik Kominterne za vrijeme rata, postojala je Internacionalna sekcija centralnog komiteta, pod vodstvom bugarskog komunista Georgija Dimitrova.
Jačanjem hladnog rata, godine 1947. osnovan je Informbiro u koji su ušle komunističke partije svih zemalja Istočnog bloka te Komunistička partija Francuske i Talijanska komunistička partija.

### Kominterna u Jugoslaviji
Stranke u raznim zemljama, koje su pristupile Kominterni, proglašene su sekcijama te nadnacionalne organizacije. To je bio slučaj i s Komunističkom partijom Jugoslavije, osnovanom 1919. Većinom je djelovanje tih partija u njihovim zemljama bilo zabranjeno (u Kraljevini SHS to se dogodilo donošenjem Zakona o zaštiti države 1921. dok je prije toga Obznanom zabranjena komunistička propaganda), pa su nastavile djelovati u ilegali. Sve su one nastojale koristiti radničke sindikate i (uglavnom opravdano) nezadovoljstvo radništva za destabilizaciju svojih zemalja, te pridobivati i indoktrinirati mlade da postanu komunistički revolucionari, koji će srušiti "buržoaski režim" kada za to nastanu pogodni uvjeti. Takvi su uvjeti doista nastali krajem II. svjetskog rata, kada su sovjetske vojne snage vojno potisnule snage Trećeg Reicha u znatnom dijelu Europe, gdje su potom komunističke partije uspostavile sateliske režime, političke ovisne o Moskvi.
Jugoslavenski komunistički režim se politički osamostalio od SSSR-a 1948. godine, kada je - zacijelo izbjegavši da sam strada prema nalozima Moskve - Josip Broz Tito u Jugoslaviji pokrenu "čistku" protiv Staljinu vjernih komunista, koji su u velikom broju utamničeni u brutalnom logoru na Golom otoku. Nasljednik Kominterne Informbiro je 1949. godine izdao Rezoluciju "Jugoslavenska kompartija u rukama špijuna i ubojica" u kojoj je osuđena Komunistička partija Jugoslavije zbog odbijanja da podvrgne Jugoslavensku politiku sovjetskim naputcima, a zemlje okupljene oko SSSR-a su uspostavile trgovinsku blokadu Jugoslavije, što je dodatno oslabilo stanje gospodarstva Jugoslavije, koje je i bez toga bilo loše. Jugoslavenski komunisti su isprva reagirali još striktnijim provođenjem kolektivizacije u poljoprivredi i obrtništvu, te drugih staljinističkih "recepata" u vođenju države. Tek 1953. godine - kada se po Staljinovoj smrti i u vrhu vlasti SSSR-a počelo kritički govoriti o Staljinizmu - se u Jugoslaviji ublažilo način upravljanja državom, te je potom u suradnji sa zemljama zapadnog svijeta i obnovljenoj gospodarskoj, vojnoj i političkoj suradnji sa zemljama okupljenima oko SSSR-a polako došlo i do stanovitog gospodarskog napretka.

## Osnivačke partije
Komunističke i radničke partije pozvane na Osnivački kongres Kominterne, održan u Moskvi od 2. do 6. ožujka 1919. godine, bile su:
- - Ruska komunistička partija (boljševika)
- - Spartakistička liga
- - Komunistička partija Njemačke Austrije
- - Mađarska komunistička radnička partija, na vlasti u Sovjetskoj Mađarskoj
- - Komunistička partija Finske
- - Komunistička partija Poljske
- - Komunistička partija Estonije
- - Komunistička partija Latvije
- - Komunistička partija Litve
- - Komunistička partija Bjelorusije (boljševika)
- - Ukrajinska komunistička partija (boljševika) - zapravo sekcija RKP(b)
- - revolucionarni dijelovi Češke socijaldemokratske partije
- - Socijaldemokratska radnička partija Bugarske
- - Rumunjska socijaldemokratska partija
- - lijevo krilo Srpske socijaldemokratske partije
- - Socijaldemokratska lijeva stranka Švedske
- - Norveška radnička partija
- - Komunistička partija Nizozemske
- - revolucionarno krilo belgijskih laburista; 1921. osniva KP Belgije
- - grupe unutar Francuske sekcije radničke internacionale; neki sindikalisti
- - lijevo krilo Socijaldemokratske stranke Švicarske
- - Talijanska socijalistička partija
- - revolucionarni dijelovi Španjolske socijalističke radničke partije
- - revolucionarni dijelovi Portugalske socijalističke partije
- - Britanska socijalistička partija; Socijalistička radnička partija (Velike Britanije)
- - dijelovi revolucionarnih radničkih organizacija
- - Socijalistička radnička partija Amerike; Industrial Workers of the World; lijevo krilo Socijalističke partije Amerike
- - Industrial Workers of the World (australski ogranak)
- - socijalističke grupe iz Tokija i Yokohame; predstavlja ih Sen Katayama
- Komunistička omladinska internacionala - predstavljao ju Willi Münzenberg[7]

## Kongresi
| Kongres                    | Godina | Datum                     | Lokacija         |
| -------------------------- | ------ | ------------------------- | ---------------- |
| Osnivački kongres          | 1919.  | 2. – 6. ožujka            | Moskva           |
| Drugi kongres Kominterne   | 1920.  | 19. srpnja - 7. kolovoza  | Petrograd/Moskva |
| Treći kongres Kominterne   | 1921.  | 22. lipnja - 12. srpnja   | Moskva           |
| Četvrti kongres Kominterne | 1922.  | 5. studeni - 5. prosinca  | Petrograd/Moskva |
| Peti kongres Kominterne    | 1924.  | 17. lipnja - 8. srpnja    | Moskva           |
| Šesti kongres Kominterne   | 1928.  | 17. srpnja - 1. rujna     | Moskva           |
| Sedmi kongres Kominterne   | 1935.  | 25. srpnja - 21. kolovoza | Moskva           |

## Poveznice
- Međunarodni savez radnika (Prva internacionala)
- Druga internacionala
- Međunarodna radnička zajednica socijalističkih stranaka ("Druga i pol internacionala", Bečka internacionala)
- Komunistička radnička internacionala
- Četvrta internacionala
- Ujedinjeno tajništvo Četvrte internacionale
- Peta internacionala
- Socijalistička internacionala